# Antun
Antun je moško osebno ime.

## Izvor imena
Ime Antun je različica moškega osebnega imena Anton.

## Pogostost imena
Po podatkih Statističnega urada Republike Slovenije je bilo na dan 31. decembra 2007 v Sloveniji število moških oseb z imenom Antun: 508.

## Osebni praznik
Osebe z imenom Antun lahko godujejo takrat kot osebe z imenom Anton.